# Serie A 1915 (pallapugno)
La Serie A di pallapugno 1915 è stata il quarto campionato italiano di pallapugno. Si è svolta nell'estate del 1915, terminando il 22 agosto, e la vittoria finale è andata per la quarta volta consecutiva alla squadra di Mondovì, capitanata da Riccardo Fuseri, al suo quarto scudetto.

## Regolamento
Secondo i documenti reperibili le squadre iscritte disputarono cinque incontri di qualificazione, le semifinali, due incontri di ripescaggio e la finale. Tutti gli incontri si svolsero allo Sferisterio Dora di Torino.

## Squadre partecipanti
Parteciparono al torneo sei società sportive italiane, cinque provenienti dal Piemonte e uno dalla Liguria.
| Squadra            | Provenienza | Campionati di Serie A | Risultato 1914               |
| ------------------ | ----------- | --------------------- | ---------------------------- |
| Asti               | Piemonte    | Esordio               | -                            |
| Bra                | Piemonte    | Esordio               | -                            |
| Dogliani           | Piemonte    | 1                     | 5° in Serie A                |
| Mondovì            | Piemonte    | 3                     | Campione d'Italia di Serie A |
| San Damiano d'Asti | Piemonte    | Esordio               | -                            |
| Sanremo            | Liguria     | 2                     | 3° in Serie A                |

## Formazioni
| Squadra            | Battitore          | Spalla          | Terzini             |
| ------------------ | ------------------ | --------------- | ------------------- |
| Asti               | Domenico Gay       | Stanislao Rossi | Marasso, ?          |
| Bra                | Pierino Bonsignore | Borda           | ?                   |
| Dogliani           | Dompè              | ?               | ?                   |
| Mondovì            | Riccardo Fuseri    | Vincenzo Ferro  | Negrino, Michelotti |
| San Damiano d'Asti | Maccagno           | ?               | ?                   |
| Sanremo            | Milin Panizzi      | Bruzzone        | Bensa, ?            |

## Torneo

### Qualificazioni

#### Risultati
| Dogliani - Asti              | 9 - ? |
| Asti - San Damiano d'Asti    | 9 - ? |
| Mondovì - Bra                | 9 - 6 |
| Sanremo - San Damiano d'Asti | 8 - 6 |
| Dogliani - Bra               | 8 - 4 |

#### Classifica
| Pos. | Squadra            | P | G | V | P | GV | GP | DG |
| 1    | Dogliani           | 2 | 2 | 2 | 0 | 17 | ?  | ?  |
| 2    | Mondovì            | 1 | 1 | 1 | 0 | 9  | 6  | +3 |
| 3    | Sanremo            | 1 | 1 | 1 | 0 | 8  | 6  | +2 |
| 4    | Asti               | 1 | 2 | 1 | 1 | ?  | ?  | ?  |
| 5    | Bra                | 0 | 2 | 0 | 2 | 10 | 17 | -7 |
| 6    | San Damiano d'Asti | 0 | 2 | 0 | 2 | ?  | 17 | ?  |

### Semifinali
| Asti - Dogliani   | 9 - 8 |
| Sanremo - Mondovì | 9 - 4 |

### Ripescaggi
| Mondovì - Dogliani | 9 - 6 |
| Mondovì - Asti     | 9 - 6 |

### Finale
| Mondovì - Sanremo | 11 - 8 |

## Verdetti
- Mondovì Campione d'Italia 1915 (4º titolo)